# Vicent Fonollosa Pla
Vicent Fonollosa Pla (Rossell, Baix Maestrat, 08 octubre 1951) és metge especialista i consultor sènior de medicina interna de l'Hospital Universitari Vall d'Hebron. És també investigador destacat en malalties autoimmunitàries sistèmiques, especialment en esclerodèrmia.

## Biografia
Doctor en Medicina i Cirurgia (1985) per la Universitat Autònoma de Barcelona. Catedràtic de Medicina de la mateixa universitat. La seva activitat acadèmica s'ha desenvolupat a la Universitat Autònoma de Barcelona ocupant càrrecs de degà i vicedegà.
Fou Cap Clínic de Medicina Interna de l'Hospital Universitari Vall d'Hebron, coordinador de la Unitat de Malalties Autoimmunes Sistèmiques i responsable del Gabinet de Capil·laroscòpies de l'HVHB
Pel que fa a la seva activitat investigadora s'ha centrat en el marc de les malalties autoimmunitàries sistèmiques, especialment en la malaltia esclerodèrmica, tant en la seva vessant bàsica com en la clínica. Es concreta en més de 200 publicacions en revistes indexades, 28 capítols de llibre i 27 tesis doctorals dirigides. És coordinador nacional de la Línia de Recerca sobre Esclerodèmia dins del Grup de Malalties Autoimmunes Sistèmiques de la Societat Espanyola de Medicina Interna i Director Científic del Registre Nacional de malalts amb esclerodèrmia (RESCLE)

## Premis i reconeixements
Va ser president de la  Societat Catalanobalear de Mediina Interna i és membre numerari de la Reial Acadèmia de Medicina de Catalunya (2019).
Ha obtingut els premis Farreras-Valentí, Joan Vivancos, Josep Font i el Premi a la Excel·lència Professional en Medicina Hospitalària del Consell de Col·legis de Metge de Catalunya (2004)